# Åke Axelsson (inredningsarkitekt)

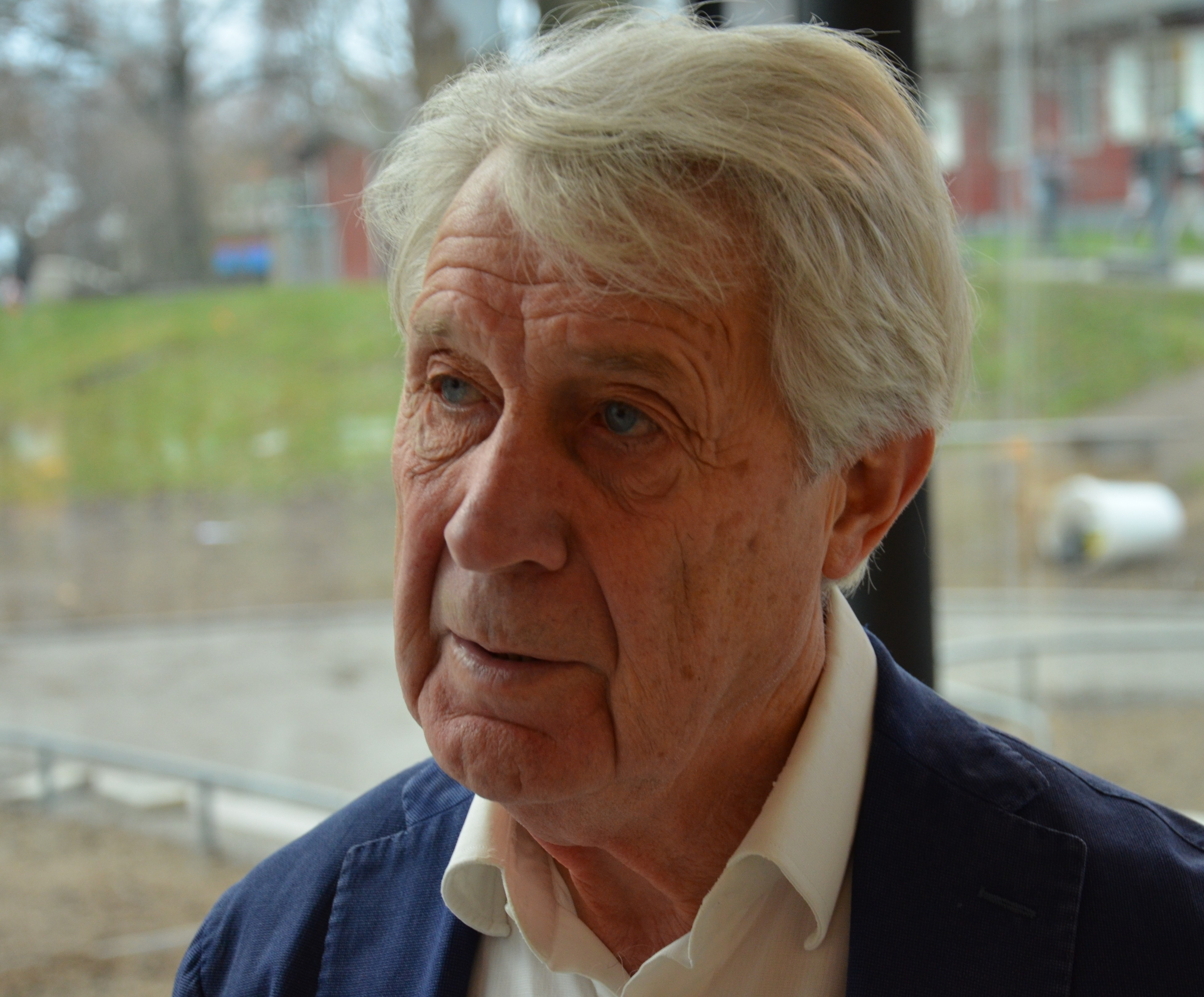
Åke Axelsson

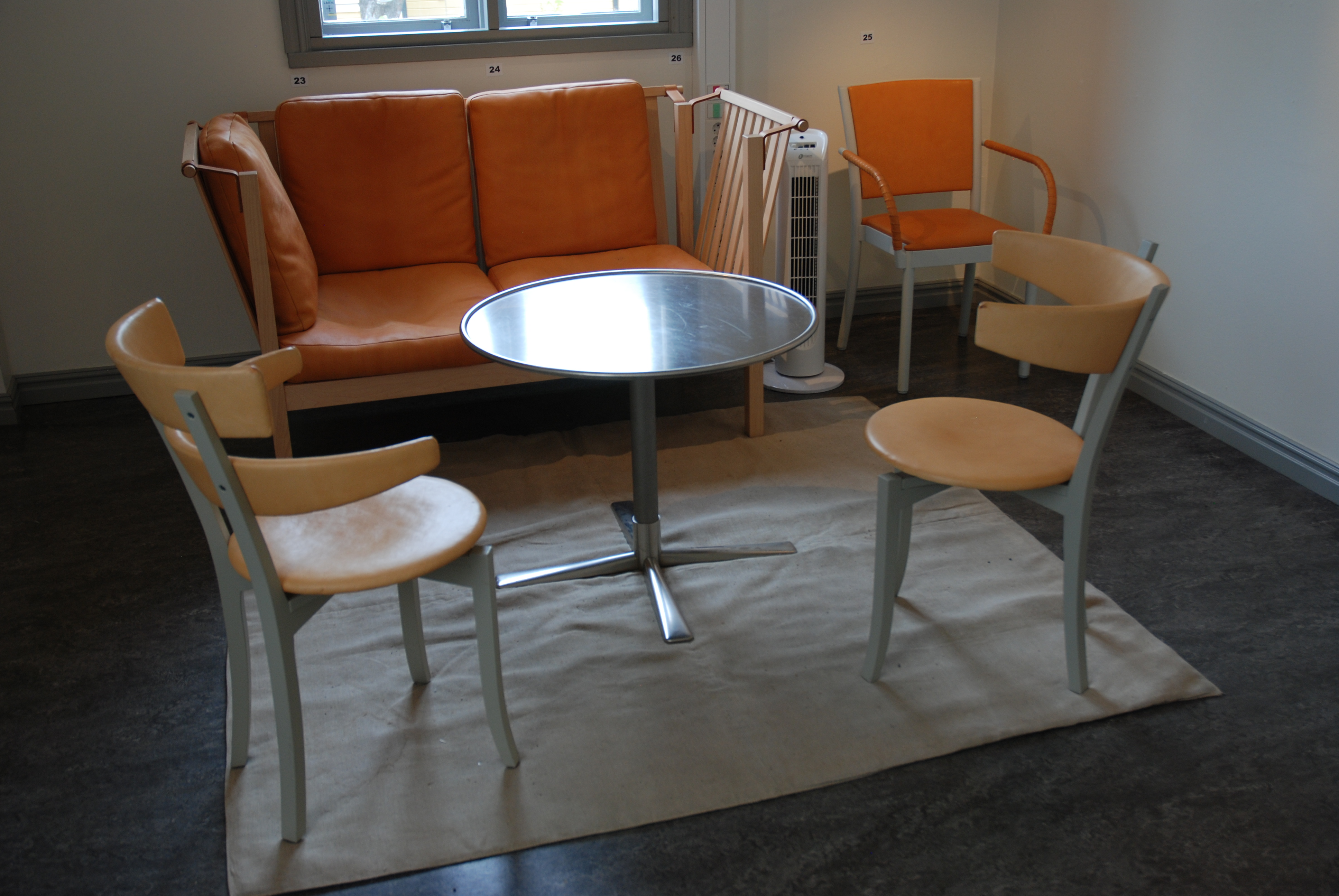
Soffa Spring från 2006, bord Rotor från 2006, två stolar Craft karmstolfrån 2010 samt karmstol Svea för Konstakademien från 1995

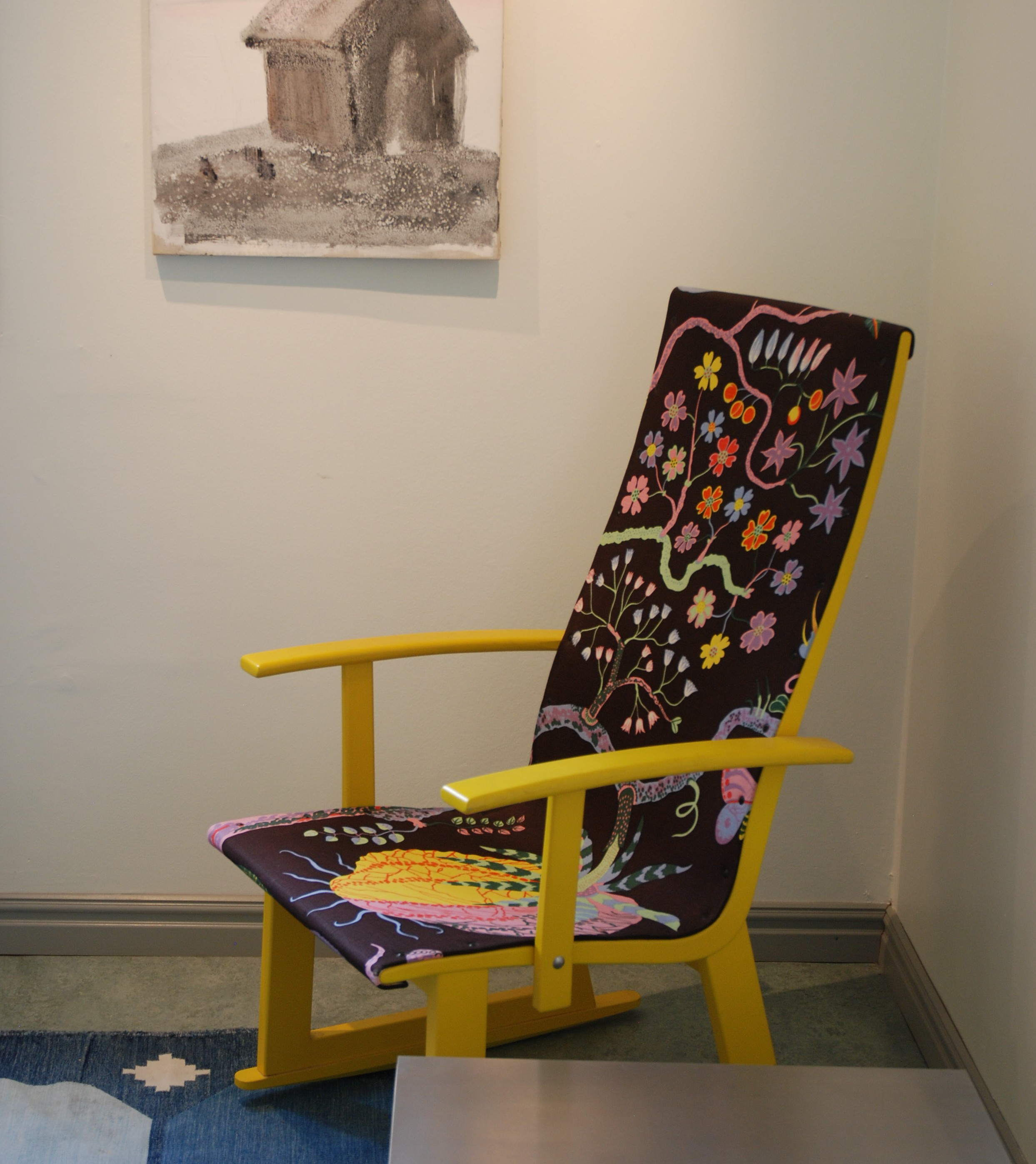
Gungstol från 2007

Åke Anshelm Leopold Axelsson, född 25 februari 1932 i Skillingsmåla i Urshults församling, är en svensk inredningsarkitekt och möbelformgivare.
Åke Axelsson utbildade sig på Visby stads verkstadsskola för möbelsnickeri 1947–51, som praktikant på en snickeriverkstad i München 1951–52 och på Konstfacks avdelning för möbler och inredning i Stockholm 1952–57. Han har arbetat i egen verkstad från 1961.
Åke Axelsson har arbetat med Gärsnäs AB i Gärsnäs sedan 1963 och han har sedan 1987 varit delägare i Galleri Stolen AB, med egen produktion och försäljning av möbler. Han är ledamot av Konstakademien sedan 1989, mottog Prins Eugen-medaljen 1994 samt Bruno Mathssonpriset och fick professors namn 1995.

## Offentliga verk i urval
- Bokhandel och restaurang i Malmö konsthall, 1993–94
- Biblioteket i Marinmuseum i Karlskrona, 1996
- Carlskrona Läsesällskaps Bibliotek
- Carl XVI Gustafs Jubileumsrum, Stockholms slott, 1998
- Bokhandel och entré, Stockholms stadsmuseum, 2003

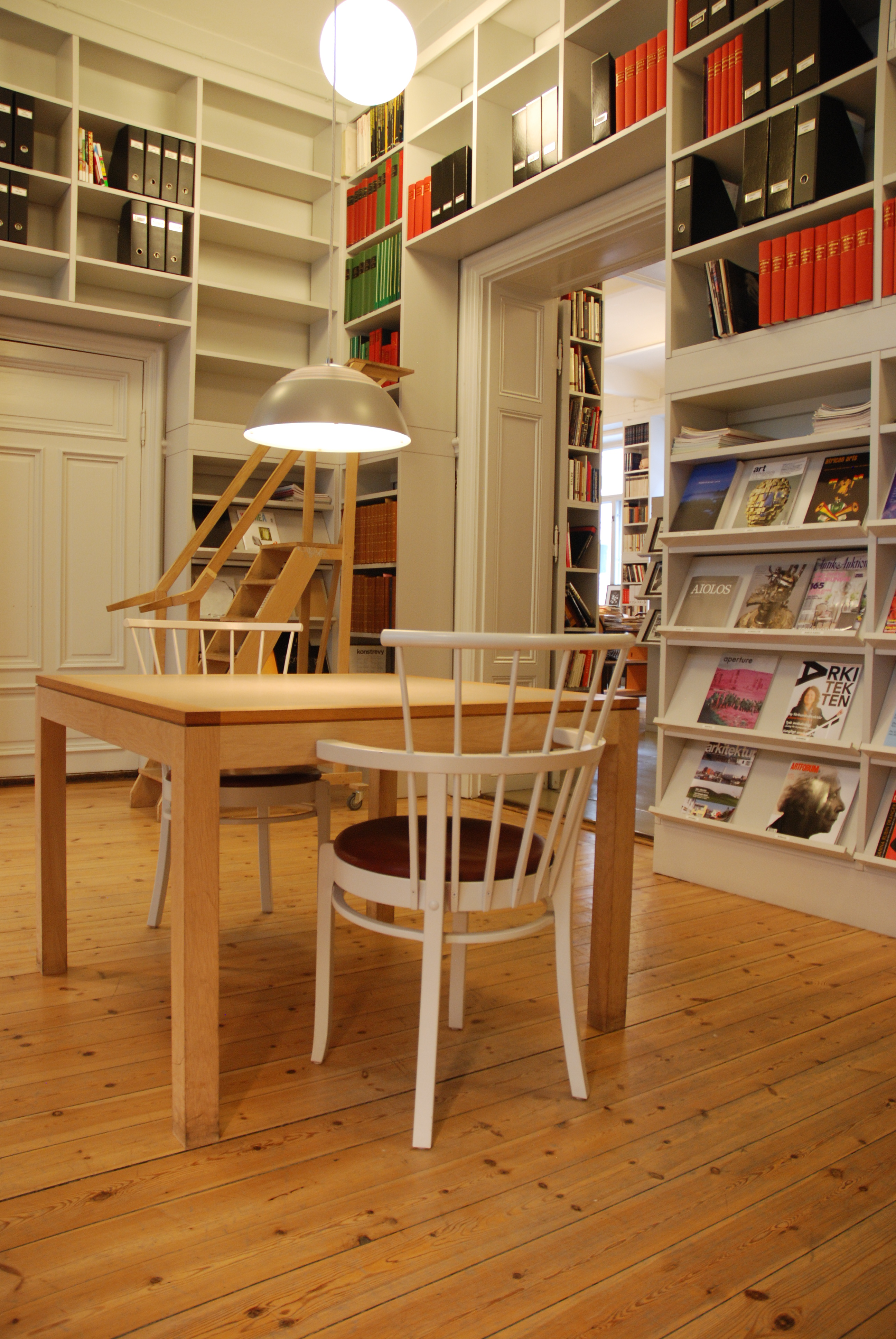
Konstakademiens bibliotek i Stockholm, 2000 och 2009
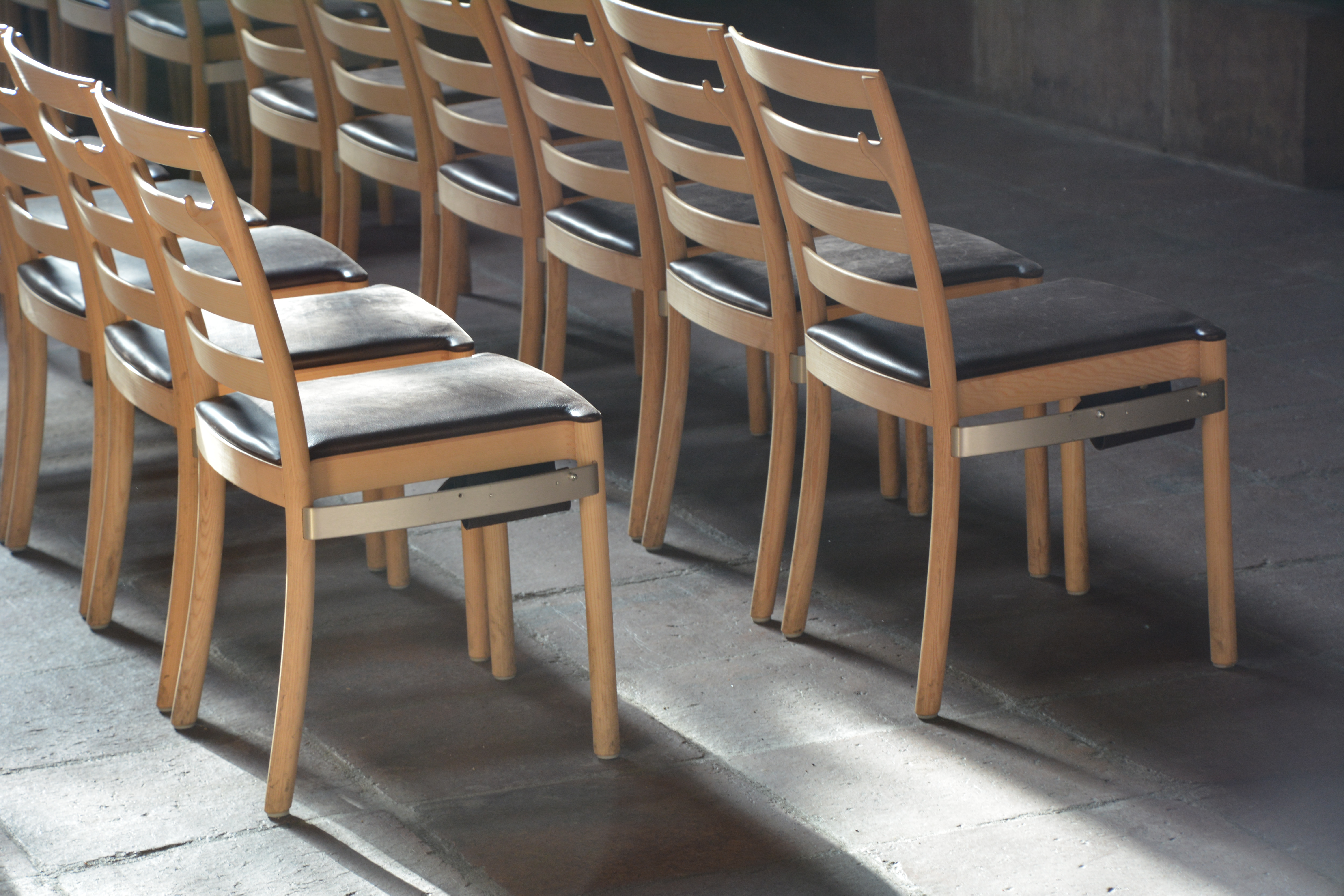
Stolar i Sankt Tomas kyrka i Vällingby, tillverkade av Gärsnäs AB

- Inredningen på Sven-Harrys konstmuseum i Stockholm, 2010–11
- Axelsson finns representerad vid bland annat Nationalmuseum[2] i Stockholm.